# Miedo a las alturas (canción)
Miedo a las alturas es la undécima canción del álbum publicado en 2005 Para ti con desprecio de la banda mexicana Panda (banda).
La canción trata de un hombre que fue asesinado por la mujer que amaba. Luego revive en busca de venganza y explica que aun la ama pero la odia por su traición. Quiere matarla pero a la misma vez estar con ella.
Esta canción ha sido bastante controvertida debido a su parecido con la canción It's not a fashion statement, it's a fucking deathwish de la banda estadounidense de Emo punk My Chemical Romance por lo que en varias ocasiones Pxndx ha sido acusada de plagio debido a que su letra es una traducción al español de la anteriormente mencionada canción de My Chemical Romance.
- Datos: Q32945183